# Georg Nückles
Georg Nückles (República Federal Alemana, 14 de mayo de 1948) es un atleta alemán retirado especializado en la prueba de 400 m, en la que consiguió ser campeón europeo en pista cubierta en 1972.

## Carrera deportiva
En el Campeonato Europeo de Atletismo en Pista Cubierta de 1972 ganó la medalla de oro en los 400 metros, llegando a meta en un tiempo de 47.24 segundos, por delante de los también alemanes Ulrich Reich  y Wolfgang Müller  (bronce con 47.42 segundos).